# Iron Maiden (blues-rock)
Iron Maiden byla britská rocková skupina, založená v druhé polovině šedesátých let 20. století. Skupina nemá nic společného s heavy metalovou skupinou Iron Maiden. V roce 1998 bylo vydáno album Maiden Voyage, které obsahuje oba singly a dochované záznamy z let 1969-1970, část nahrávek byla ale ztracena.

## Diskografie

### Singly
- God of Darkness/Ballad of Martha Kent (1968)
- Falling/Ned Kelly (1970)

### Alba
- Maiden Voyage (nahráno 1970, vydáno 1998)